# 函館2歳ステークス
函館2歳ステークス（はこだてにさいステークス）は、日本中央競馬会（JRA）が函館競馬場で施行する中央競馬の重賞競走（GIII）である。
正賞は北海道知事賞。

## 概要
1969年に函館3歳ステークス（はこだてさんさいステークス）の名称で創設された3歳（現2歳）馬による重賞競走。条件や施行時期の変遷（後述）を経て、現在は函館競馬開催の悼尾を飾る競走として概ね定着している。通常は芝1200mで施行しているが、1994年のみダート1000mで施行された。
1997年に函館競馬場と札幌競馬場の開催順が入れ替わったことにより、中央競馬では最初に行われる2歳馬の重賞となった。

### 競走条件
以下の内容は、2024年現在のもの。
出走資格：サラ系2歳
- JRA所属馬
- 地方競馬所属馬（後述）
- 外国調教馬（優先出走）

負担重量：馬齢重量（55kg）
- ただし、南半球生まれの競走馬は3kgを減量[1]。

地方競馬所属馬は栄冠賞・ウィナーズチャレンジ（2競走）で1着となった馬に、本競走の優先出走権が与えられる。また、本競走で1着となった地方競馬所属馬は阪神ジュベナイルフィリーズ・朝日杯フューチュリティステークス・ホープフルステークスのいずれかに出走資格が与えられるほか、2着以内の成績を収めた地方競馬所属馬は札幌2歳ステークスにも出走できる。
地方競馬所属馬が出走申込を行った場合は、出走申込頭数が4頭以下でも競走の取りやめを行わないことが競馬番組一般事項で規定されている。

### 賞金
2024年の1着賞金は3100万円で、以下2着1200万円、3着780万円、4着470万円、5着310万円。

## 歴史
- 1969年 - 3歳馬による馬齢重量の重賞競走として「函館3歳ステークス」の名称で創設[3]、函館競馬場・芝1200mで施行[4]。
- 1984年
  - グレード制施行によりGIII[注 1]に格付け。
  - 混合競走に指定、外国産馬が出走可能になる[4]。
- 1994年 - 函館競馬場の芝コース改修工事により、ダート1000mで施行[4]。
- 1995年 - 特別指定交流競走に指定され、地方競馬所属馬は札幌3歳ステークス・クローバー賞・コスモス賞の2着以内馬に限り出走可能となる[4]。
- 1997年 - 地方競馬所属馬の出走資格をラベンダー賞2着以内馬に変更。
- 2001年
  - 馬齢表示が国際基準へ変更されたことに伴い、出走条件を「2歳」に変更[4]。
  - 競走名を「函館2歳ステークス」に変更。
- 2007年 - 日本のパートI国昇格に伴い、格付表記をJpnIIIに変更[3]。
- 2010年
  - 国際競走に指定され、外国調教馬が8頭まで出走可能となる。
  - 格付表記をGIII（国際格付）に変更[3]。
  - サマージョッキーズシリーズの対象競走に指定（2013年まで）。
- 2012年 - 地方競馬所属馬の出走枠が栄冠賞・ウィナーズチャレンジ(2競走)の1着馬に変更される。
- 2013年 - 未出走馬・未勝利馬の出走制限を廃止[3]。
- 2020年 - COVID-19の感染拡大防止のため、「無観客競馬」として実施[7]。
- 2025年 - 施行日を2019年以来の日曜日に変更し、これ以降は函館開催最後の重賞競走として実施。

### 歴代優勝馬
優勝馬の馬齢は、2000年以前も現行表記を用いる。
コース種別の記載がない距離は、芝コースを表す。
競走名は第32回まで「函館3歳ステークス」。
| 回数   | 施行日        | 競馬場 | 距離        | 優勝馬             | 性齢 | 所属   | タイム | 優勝騎手   | 管理調教師 | 馬主                                 |
| ------ | ------------- | ------ | ----------- | ------------------ | ---- | ------ | ------ | ---------- | ---------- | ------------------------------------ |
| 第1回  | 1969年8月17日 | 函館   | 1200m       | タニノソブリン     | 牝2  | JRA    | 1:13.5 | 山本正司   | 中村好夫   | 谷水信夫                             |
| 第2回  | 1970年9月6日  | 函館   | 1200m       | ロングワン         | 牡2  | JRA    | 1:13.7 | 田口光雄   | 松田由太郎 | 中井長一                             |
| 第3回  | 1971年8月29日 | 函館   | 1200m       | トモエオー         | 牡2  | JRA    | 1:12.5 | 郷原洋行   | 大久保房松 | 瀬川祐二                             |
| 第4回  | 1972年7月2日  | 函館   | 1200m       | タカヨシタイホウ   | 牡2  | JRA    | 1:15.2 | 太宰義人   | 中村好夫   | 高山義雄                             |
| 第5回  | 1973年9月16日 | 函館   | 1200m       | サクライワイ       | 牝2  | JRA    | 1:21.7 | 小島太     | 高木良三   | （株）さくらコマース                 |
| 第6回  | 1974年9月1日  | 函館   | 1200m       | ホシバージ         | 牡2  | JRA    | 1:12.8 | 簗田善則   | 増本勇     | 田中寛次                             |
| 第7回  | 1975年8月31日 | 函館   | 1200m       | イナリニウドー     | 牡2  | JRA    | 1:12.7 | 郷原洋行   | 鴨田次男   | イナリ競走馬（株）                   |
| 第8回  | 1976年9月5日  | 函館   | 1200m       | ソーウンムサシ     | 牡2  | JRA    | 1:11.3 | 加賀武見   | 阿部正太郎 | （株）デルマークラブ                 |
| 第9回  | 1977年9月4日  | 函館   | 1200m       | バンブトンコート   | 牡2  | JRA    | 1:11.9 | 伊藤清章   | 伊藤修司   | 樋口正蔵                             |
| 第10回 | 1978年7月30日 | 函館   | 1200m       | シルクスキー       | 牝2  | JRA    | 1:11.3 | 伊藤清章   | 伊藤修司   | 中山信一                             |
| 第11回 | 1979年9月16日 | 函館   | 1200m       | サクラシンゲキ     | 牡2  | JRA    | 1:11.8 | 東信二     | 境勝太郎   | （株）さくらコマース                 |
| 第12回 | 1980年9月14日 | 函館   | 1200m       | シンピロー         | 牡2  | JRA    | 1:13.2 | 楠孝志     | 二分久男   | 林幸雄                               |
| 第13回 | 1981年9月20日 | 函館   | 1200m       | ホクトフラッグ     | 牡2  | JRA    | 1:11.9 | 柴田政人   | 中野隆良   | 森滋                                 |
| 第14回 | 1982年9月26日 | 函館   | 1200m       | シャダイソフィア   | 牝2  | JRA    | 1:10.9 | 猿橋重利   | 渡辺栄     | 吉田善哉                             |
| 第15回 | 1983年9月25日 | 函館   | 1200m       | サクラトウコウ     | 牡2  | JRA    | 1:14.7 | 東信二     | 境勝太郎   | （株）さくらコマース                 |
| 第16回 | 1984年9月23日 | 函館   | 1200m       | エルプス           | 牝2  | JRA    | 1:10.5 | 木藤隆行   | 久恒久夫   | 小畑安雄                             |
| 第17回 | 1985年9月22日 | 函館   | 1200m       | ダイナアクトレス   | 牝2  | JRA    | 1:10.3 | 東信二     | 矢野進     | （有）社台レースホース               |
| 第18回 | 1986年9月21日 | 函館   | 1200m       | ホクトヘリオス     | 牡2  | JRA    | 1:14.5 | 南田美知雄 | 中野隆良   | 森滋                                 |
| 第19回 | 1987年9月27日 | 函館   | 1200m       | ディクターランド   | 牡2  | JRA    | 1:12.2 | 村本善之   | 菅谷禎高   | （有）社台レースホース               |
| 第20回 | 1988年9月25日 | 函館   | 1200m       | サザンビーナス     | 牝2  | JRA    | 1:11.2 | 松永幹夫   | 﨑山博樹   | 南重利                               |
| 第21回 | 1989年9月24日 | 函館   | 1200m       | ダイイチオイシ     | 牡2  | JRA    | 1:12.3 | 猿橋重利   | 沖芳夫     | 辻本春雄                             |
| 第22回 | 1990年9月23日 | 函館   | 1200m       | ミルフォードスルー | 牝2  | JRA    | 1:12.7 | 横山典弘   | 田中耕太郎 | 則武清司                             |
| 第23回 | 1991年9月22日 | 函館   | 1200m       | アトムピット       | 牝2  | JRA    | 1:13.7 | 内田浩一   | 池江泰郎   | 森本忠治                             |
| 第24回 | 1992年9月27日 | 函館   | 1200m       | マザートウショウ   | 牝2  | JRA    | 1:13.5 | 横山典弘   | 奥平真治   | トウショウ産業（株）                 |
| 第25回 | 1993年9月26日 | 函館   | 1200m       | マリーゴッド       | 牡2  | JRA    | 1:14.1 | 横山賀一   | 奥平真治   | 鈴木勇太郎                           |
| 第26回 | 1994年9月25日 | 函館   | ダート1000m | ダンツダンサー     | 牝2  | JRA    | 1:00.0 | 藤田伸二   | 山内研二   | 山元哲二                             |
| 第27回 | 1995年9月24日 | 函館   | 1200m       | プラウドマン       | 牡2  | JRA    | 1:11.5 | 清山宏明   | 中村均     | 吉田茂                               |
| 第28回 | 1996年9月21日 | 函館   | 1200m       | マイネルマックス   | 牡2  | JRA    | 1:10.7 | 佐藤哲三   | 中村均     | （株）サラブレッドクラブ・ラフィアン |
| 第29回 | 1997年7月27日 | 函館   | 1200m       | アグネスワールド   | 牡2  | JRA    | 1:09.8 | 武豊       | 森秀行     | 渡辺孝男                             |
| 第30回 | 1998年8月2日  | 函館   | 1200m       | リザーブユアハート | 牡2  | JRA    | 1:11.1 | 横山典弘   | 白井寿昭   | 前田幸治                             |
| 第31回 | 1999年8月1日  | 函館   | 1200m       | エンゼルカロ       | 牝2  | 北海道 | 1:11.3 | 井上俊彦   | 林正夫     | 白井民平                             |
| 第32回 | 2000年7月30日 | 函館   | 1200m       | マイネルジャパン   | 牡2  | JRA    | 1:10.6 | 四位洋文   | 佐々木晶三 | （株）サラブレッドクラブ・ラフィアン |
| 第33回 | 2001年7月29日 | 函館   | 1200m       | サダムブルースカイ | 牡2  | JRA    | 1:11.1 | 松永幹夫   | 中村均     | 大西定                               |
| 第34回 | 2002年8月4日  | 函館   | 1200m       | アタゴタイショウ   | 牡2  | JRA    | 1:11.5 | 菊沢隆徳   | 萩原清     | 坪野谷和平                           |
| 第35回 | 2003年8月10日 | 函館   | 1200m       | フィーユドゥレーヴ | 牝2  | JRA    | 1:12.2 | 藤田伸二   | 山内研二   | （株）ローレルレーシング             |
| 第36回 | 2004年8月8日  | 函館   | 1200m       | アンブロワーズ     | 牝2  | JRA    | 1:10.4 | D.ホワイト | 小島太     | （有）サンデーレーシング             |
| 第37回 | 2005年8月7日  | 函館   | 1200m       | モエレジーニアス   | 牡2  | 北海道 | 1:10.7 | 五十嵐冬樹 | 堂山芳則   | 中村和夫                             |
| 第38回 | 2006年8月6日  | 函館   | 1200m       | ニシノチャーミー   | 牝2  | JRA    | 1:10.3 | 四位洋文   | 浅見秀一   | 西山茂行                             |
| 第39回 | 2007年8月5日  | 函館   | 1200m       | ハートオブクィーン | 牝2  | 北海道 | 1:13.8 | 武幸四郎   | 若松平     | 滝沢孝純                             |
| 第40回 | 2008年8月10日 | 函館   | 1200m       | フィフスペトル     | 牡2  | JRA    | 1:10.7 | 三浦皇成   | 加藤征弘   | （有）キャロットファーム             |
| 第41回 | 2009年8月9日  | 札幌   | 1200m       | ステラリード       | 牝2  | JRA    | 1:09.7 | 岩田康誠   | 森秀行     | 広尾レース（株）                     |
| 第42回 | 2010年8月8日  | 函館   | 1200m       | マジカルポケット   | 牡2  | JRA    | 1:11.2 | 安藤勝己   | 領家政蔵   | 榊原源一郎                           |
| 第43回 | 2011年8月7日  | 函館   | 1200m       | ファインチョイス   | 牝2  | JRA    | 1:10.8 | 上村洋行   | 領家政蔵   | 宮川純造                             |
| 第44回 | 2012年7月14日 | 函館   | 1200m       | ストークアンドレイ | 牝2  | JRA    | 1:10.4 | 川島信二   | 山内研二   | 本間茂                               |
| 第45回 | 2013年7月21日 | 函館   | 1200m       | クリスマス         | 牝2  | JRA    | 1:09.6 | 丸山元気   | 斎藤誠     | 森田謙一                             |
| 第46回 | 2014年7月19日 | 函館   | 1200m       | アクティブミノル   | 牡2  | JRA    | 1:10.2 | 藤岡康太   | 北出成人   | 吉岡實                               |
| 第47回 | 2015年7月26日 | 函館   | 1200m       | ブランボヌール     | 牝2  | JRA    | 1:10.5 | 岩田康誠   | 中竹和也   | 前田葉子                             |
| 第48回 | 2016年7月24日 | 函館   | 1200m       | レヴァンテライオン | 牡2  | JRA    | 1:09.2 | 三浦皇成   | 矢作芳人   | ライオンレースホース（株）           |
| 第49回 | 2017年7月23日 | 函館   | 1200m       | カシアス           | 牡2  | JRA    | 1:10.0 | 浜中俊     | 清水久詞   | （株）カナヤマホールディングス       |
| 第50回 | 2018年7月22日 | 函館   | 1200m       | アスターペガサス   | 牡2  | JRA    | 1:09.4 | 小崎綾也   | 中竹和也   | 加藤久枝                             |
| 第51回 | 2019年7月21日 | 函館   | 1200m       | ビアンフェ         | 牡2  | JRA    | 1:09.2 | 藤岡佑介   | 中竹和也   | 前田幸貴                             |
| 第52回 | 2020年7月18日 | 函館   | 1200m       | リンゴアメ         | 牝2  | JRA    | 1:09.8 | 丹内祐次   | 菊川正達   | （有）ビッグレッドファーム           |
| 第53回 | 2021年7月17日 | 函館   | 1200m       | ナムラリコリス     | 牝2  | JRA    | 1:09.9 | 泉谷楓真   | 大橋勇樹   | 奈村睦弘                             |
| 第54回 | 2022年7月16日 | 函館   | 1200m       | ブトンドール       | 牝2  | JRA    | 1:11.8 | 鮫島克駿   | 池添学     | （同）雅苑興業                       |
| 第55回 | 2023年7月15日 | 函館   | 1200m       | ゼルトザーム       | 牡2  | JRA    | 1:11.7 | 浜中俊     | 加用正     | 宮川純造                             |
| 第56回 | 2024年7月13日 | 函館   | 1200m       | サトノカルナバル   | 牡2  | JRA    | 1:09.2 | 佐々木大輔 | 堀宣行     | 里見治                               |
| 第57回 | 2025年7月20日 | 函館   | 1200m       | エイシンディード   | 牡2  | JRA    | 1:08.4 | R.キング   | 大久保龍志 | （株）栄進堂                         |